# Thorpe Park
Thorpe Park is een attractiepark in het Verenigd Koninkrijk. Het park ligt in het Engelse Chertsey op een plek waar vroeger een groeve lag. Thorpe Park werd geopend in 1979 en is momenteel eigendom van de "Merlin Entertainments"-groep. In het park bevinden zich ongeveer 25 attracties.
Thorpe Park is geopend in de periode van februari tot november.

## Geschiedenis
Thorpe Park opende zijn deuren op 24 mei 1979. In 1998 werd het park gekocht door de Tussauds Group, die op dat moment ook eigenaar was van het nabijgelegen Chessington World of Adventures. Omdat de parken zo dicht bij elkaar lagen, besloot de Tussauds Group Chessington om te vormen naar een familiepark.
Sinds 2007 is het park eigendom van Merlin Entertainments, dat Tussauds had overgenomen.

## Park
Thorpe Park bestaat uit 8 gedeelten:
- Amity
- Angry Birds Land
- Lost City
- Old Town
- Port and Basecamp
- Swarm Island
- The Dockyard
- The Jungle

### Achtbanen
- Colossus. Een stalen achtbaan met tien inversies, gebouwd door Intamin AG.
- Flying Fish. De Flying Fish, tot 1990 bekend onder de naam "Space Station Zero", is een stalen achtbaan.
- Nemesis Inferno. Een 'hangende achtbaan' met 4 inversies van B&M.
- Stealth. De Stealth opende in 2006 en is een "Accelerator Coaster" van Intamin. De Stealth heeft een topsnelheid van 128 km/u.
- The Walking Dead: The Ride. In een terracotta-kleurige piramide bevindt zich deze achtbaan, die niet alleen indoor is, maar waarin je tot 2013 de rit achterstevoren beleefde onder de noemer "X:\ No Way Out". Sinds 2018 staat de attractie in het teken van The Walking Dead.
- Saw - The Ride. Deze achtbaan werd in maart 2009 geopend en is gebaseerd op de succesvolle Sawfilms.
- The Swarm. Deze achtbaan werd in Maart 2012 geopend.

## Records
- Colossus was 's werelds eerste achtbaan met 10 inversies.
- Stealth was vanaf zijn opening in 2006 tot de opening van de "Furius Baco" in 2007 de snelste achtbaan van Europa (128 km/u).
- X:\ No Way Out was 's werelds enige "backwards indoor rollercoaster".
- Loggers Leap is de hoogste boomstamattractie in het Verenigd Koninkrijk.
- Tidal Wave was de hoogste waterattractie van Europa tot 2002.